# Alessandro I Pico della Mirandola
Alessandro I Pico (Mirandola, 15 maggio 1566 – Mirandola, 2 dicembre 1637) è stato un nobile e militare italiano, secondo marchese di Concordia (1602–1637), secondo ed ultimo principe della Mirandola (1602–1617) e primo duca della Mirandola (1617–1637).

## Biografia

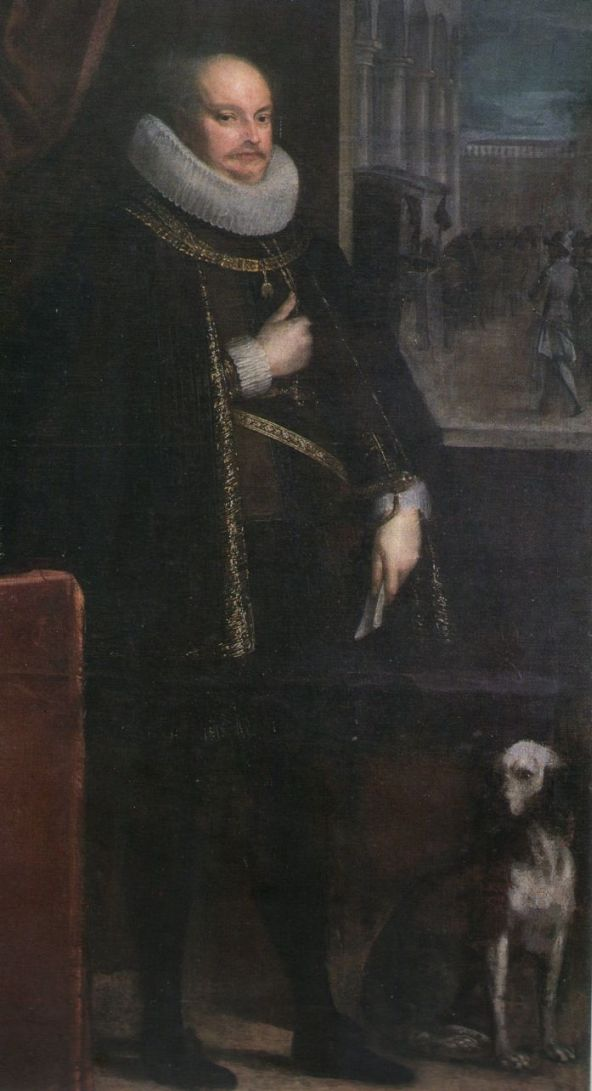
Sante Peranda, Ritratto di Alessandro I Pico della Mirandola.

Era figlio di Ludovico II Pico, conte di Mirandola e Concordia e di Fulvia da Correggio.
Fu inizialmente al servizio di Enrico IV di Francia e nel 1602, succedendo a Federico II, rimase fedele agli imperiali, che gli confermarono le investiture nei feudi, nominandolo nel 1605 cavaliere dell'Ordine del Toson d'oro, la cui cerimonia di consegna avvenne il 18 ottobre 1606 nella chiesa di San Pietro a Modena.
Fu sospettato, assieme ad altri nobili, di aver partecipato alla congiura contro il duca di Parma Ranuccio I Farnese, che portò nel 1612 alla decapitazione di Pio Torelli, conte di Montechiarugolo. Alessandro venne scagionato e, con diploma del 6 marzo 1617 firmato a Praga dall'imperatore del Sacro Romano Impero Mattia d'Asburgo (previo versamento di 100.000 fiorini), ottenne la nomina imperiale a duca di Mirandola. Fondò il seminario mirandolese e vi introdusse i Gesuiti, per i quali fece edificare la monumentale chiesa del Gesù.
Nel 1629 partecipò alla guerra di successione di Mantova e del Monferrato. L'assedio a Mantova da parte delle truppe di Rambaldo XIII di Collalto non risparmiarono alcune zone agricole intorno a Mirandola, città che sfuggì all'occupazione grazie all'intervento di Alessandro Pico, che diede in pegno gli ori e l'agenteria di famiglia.
Morì alla fine del 1637 e venne sepolto accanto alla moglie Laura d'Este (morta di peste nel 1630) nella chiesa di San Francesco a Mirandola, in attesa del completamento della chiesa del Gesù. Tuttavia, le salme dei primi duchi della Mirandola non furono mai traslate.

## Discendenza

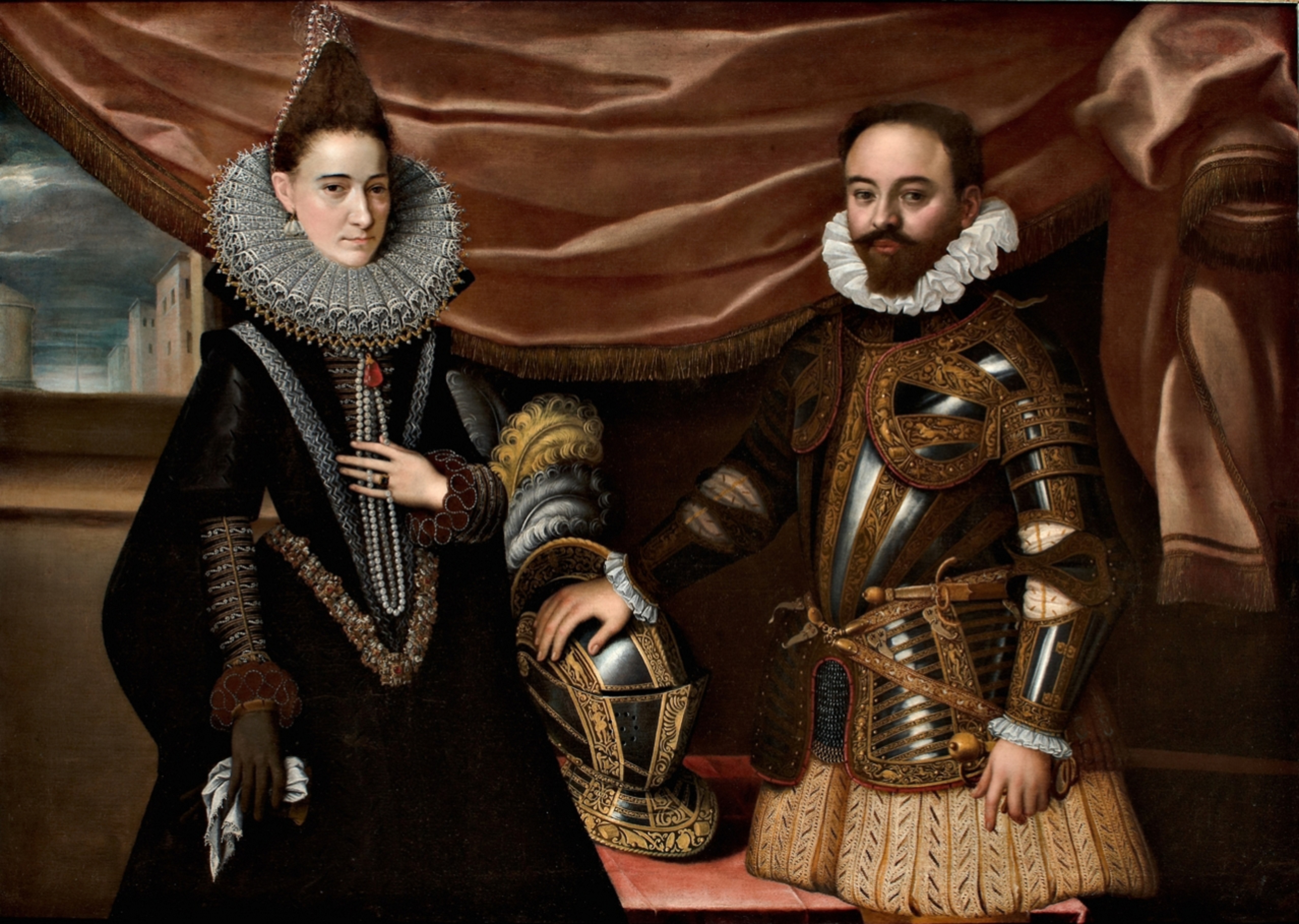
Ritratto di Alessandro I con la moglie Laura d'Este, opera di Sante Peranda, XVII secolo.

Nel 1607 a Modena, Alessandro I Pico sposò Laura d'Este, figlia di Cesare d'Este, duca di Modena e Reggio, e di Virginia de' Medici, figlia del granduca toscano Cosimo I de' Medici e di Camilla Martelli. Nonostante le precarie condizioni di salute della sposa, portò alla nascita di ben otto figlie, ma non del desiderato successore maschio; tra di esse si ricordano:
1. Fulvia Pico (* 1607 – † 1670), nel 1626 sposò Alberico II Cybo-Malaspina, sovrano di Massa e Carrara.[2] Ebbe discendenza;
2. Giulia Pico (* 1611 – † 1647), nel 1627 sposò Francesco Maria Cesi, duca di Ceri e Salce;[2]
3. Maria Pico (* 1613 – † 1682);[2]
4. Virginia Pico (* 1615 - † 1629);
5. Anna Francesca Pico (* / † 1616);[6]
6. Caterina Pico (* 1620 – † 1671).[2]

Ebbe anche un figlio illegittimo, avuto da una sua amante, la nobildonna ferrarese Eleonora Segni (o Signa), legittimato dall'imperatore e destinato a succedere al padre. Tuttavia, questi morì pochi mesi prima del padre, ma non prima di aver dato la luce molti figli, tra cui l'erede e successore di Alessandro I:
1. Galeotto IV Pico (* 1603 – † 1637), a Massa nel 1626 sposò Maria Cybo-Malaspina, figlia di Carlo I Cybo-Malaspina, principe di Massa e marchese di Carrara, e di Brigida Spinola.[2][8] Ebbero i seguenti figli:[2]
  1. Renea Francesca Pico (* 1627 – † 1703), monaca clarissa al monastero di Santa Chiara di Massa;[2]
  2. Virginia Brigida Pico (* 1630 – † 1703), suora benedettina al convento di San Giacomo di Roncole di Mirandola;[2]
  3. Alessandro II Pico (* 1631 – † 1691), erede del padre e del nonno, suo successore.[2] Sposò Anna Beatrice d'Este ed ebbe discendenza;[2]
  4. Brigida Pico (* 1633 – † 1720), svolse il ruolo di reggente di Mirandola e Concordia durante la minore età del pronipote Francesco Maria Pico.[2] Non si sposò e non ebbe figli.
  5. Giovanni Pico (* 1634 – † 1660), un gesuita;[2]
  6. Fulvia Pico (* 1635 – † 1681), suora benedettina al convento di San Giacomo di Roncole di Mirandola;[2]
  7. Caterina Pico (* 1636 – † 1650)[9].

## Onorificenze

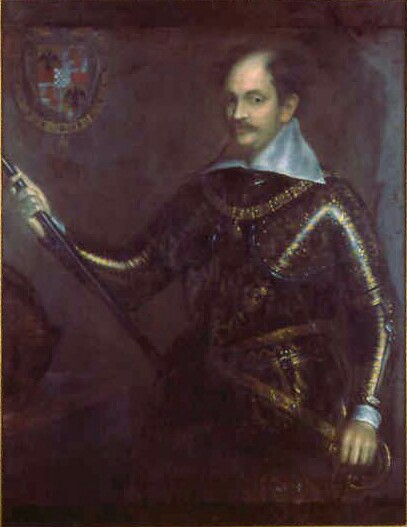
Anonimo, Alessandro I Pico con l'armatura.

## Ascendenza
|                                   |                          |                               | Genitori                 |  |  | Nonni |  |  | Bisnonni        |  |  | Trisnonni       |  |
|                                   |                          |                               |                          |  |  |       |  |  | Ludovico I Pico |  |  | Galeotto I Pico |  |
|                                   |                          |                               |                          |  |  |       |  |  | Ludovico I Pico |  |  | Galeotto I Pico |  |
|                                   |                          | Bianca d'Este                 |                          |  |  |       |  |  | Ludovico I Pico |  |  |                 |  |
| Galeotto II Pico                  |                          |                               |                          |  |  |       |  |  | Ludovico I Pico |  |  |                 |  |
|                                   |                          | Francesca Trivulzio           | Gian Giacomo Trivulzio   |  |  |       |  |  |                 |  |  |                 |  |
|                                   |                          | Francesca Trivulzio           | Gian Giacomo Trivulzio   |  |  |       |  |  |                 |  |  |                 |  |
|                                   |                          | Francesca Trivulzio           | ?                        |  |  |       |  |  |                 |  |  |                 |  |
| Ludovico II Pico della Mirandola  |                          | Francesca Trivulzio           |                          |  |  |       |  |  |                 |  |  |                 |  |
|                                   |                          | Ludovico Gonzaga              | Gianfrancesco Gonzaga    |  |  |       |  |  |                 |  |  |                 |  |
|                                   |                          | Ludovico Gonzaga              | Gianfrancesco Gonzaga    |  |  |       |  |  |                 |  |  |                 |  |
|                                   |                          | Ludovico Gonzaga              | Antonia del Balzo        |  |  |       |  |  |                 |  |  |                 |  |
| Ippolita Gonzaga                  |                          | Ludovico Gonzaga              |                          |  |  |       |  |  |                 |  |  |                 |  |
|                                   |                          | Francesca Fieschi             | Gianluigi II Fieschi     |  |  |       |  |  |                 |  |  |                 |  |
|                                   |                          | Francesca Fieschi             | Gianluigi II Fieschi     |  |  |       |  |  |                 |  |  |                 |  |
|                                   |                          | Francesca Fieschi             | Caterina del Carretto    |  |  |       |  |  |                 |  |  |                 |  |
| Alessandro I Pico della Mirandola |                          | Francesca Fieschi             |                          |  |  |       |  |  |                 |  |  |                 |  |
|                                   | Giberto VII da Correggio | Manfredo I da Correggio       |                          |  |  |       |  |  |                 |  |  |                 |  |
|                                   | Giberto VII da Correggio | Manfredo I da Correggio       |                          |  |  |       |  |  |                 |  |  |                 |  |
|                                   | Giberto VII da Correggio | Agnese Pio                    |                          |  |  |       |  |  |                 |  |  |                 |  |
| Ippolito da Correggio             | Giberto VII da Correggio |                               |                          |  |  |       |  |  |                 |  |  |                 |  |
|                                   |                          | Veronica Gambara              | Giovan Francesco Gambara |  |  |       |  |  |                 |  |  |                 |  |
|                                   |                          | Veronica Gambara              | Giovan Francesco Gambara |  |  |       |  |  |                 |  |  |                 |  |
|                                   |                          | Veronica Gambara              | Alda Pio di Savoia       |  |  |       |  |  |                 |  |  |                 |  |
| Fulvia da Correggio               |                          | Veronica Gambara              |                          |  |  |       |  |  |                 |  |  |                 |  |
|                                   |                          | Gianfrancesco II da Correggio | Borso da Correggio       |  |  |       |  |  |                 |  |  |                 |  |
|                                   |                          | Gianfrancesco II da Correggio | Borso da Correggio       |  |  |       |  |  |                 |  |  |                 |  |
|                                   |                          | Gianfrancesco II da Correggio | Francesca di Brandeburgo |  |  |       |  |  |                 |  |  |                 |  |
| Chiara da Correggio               |                          | Gianfrancesco II da Correggio |                          |  |  |       |  |  |                 |  |  |                 |  |
|                                   |                          | Elisabetta dal Corno          | Valviso dal Corno        |  |  |       |  |  |                 |  |  |                 |  |
|                                   |                          | Elisabetta dal Corno          | Valviso dal Corno        |  |  |       |  |  |                 |  |  |                 |  |
|                                   |                          | Elisabetta dal Corno          | ?                        |  |  |       |  |  |                 |  |  |                 |  |
|                                   |                          | Elisabetta dal Corno          |                          |  |  |       |  |  |                 |  |  |                 |  |